# Мужская сборная Армении по баскетболу

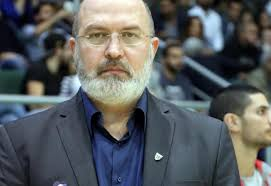
Главный тренер сборной Армении Тигран Гёкчян

Сборная Армении по баскетболу — национальная баскетбольная команда, представляющая Армению на международной баскетбольной арене. Управляющим органом сборной выступает Федерация баскетбола Армении.

## Чемпионаты Европы среди малых стран
- 2016 — 1-e место

### Чемпионат Европы среди малых стран 2016
Впервые в истории укомплектовавшись мужская сборная Армении по баскетболу, под руководством опытного тренера армянского происхождения Тиграна Гёкчяна, заявилась на ежегодный Чемпионат Европы среди малых стран. Состав пополнили в основном игроки армянского происхождения со всех концов света, а также признававшийся лучшим защитником Евролиги опытный американец Брайант Данстон . Около двух месяцев команда готовилась в Ереване и успела провести две контрольные встречи, по очереди были разгромлены, сначала, молодёжная сборная Ирана, а затем и главная команда этой страны. Для справедливости стоит отметить, что последние прибыли в Ереван не самым боевым составом. Позже стало известно, что на Чемпионате Европы среди малых стран, который пройдёт в столице Молдовы Кишинёве, армяне выступят в группе «B», где их соперниками станут Молдова, Уэльс, а также Андорра, которая выиграла два предыдущих чемпионата подряд (из 14 Чемпионатов Европы среди малых стран Андорра выигрывала в шести). Начала армянская сборная игрой с хозяевами турнира молдаванами и добилась уверенной победы со счётом 83:64. Во второй игре в тяжелом противостоянии армянская команда уступила действующим чемпионам — сборной Андорры 63:70, однако на следующий день дружина Тиграна Гёкчяна оправдалась перед болельщиками, коих поддержать сборную Армении, в Кишинёв приехало немало, итог 92:40 в пользу армян в матче с Уэльсом. В очередной раз самым результативным оказался Андре Спайт Мкртчян. Таким образом сборная Армении вышла в полуфинал со второго места в группе. В полуфинале армян ждала сборная Ирландии занявшая в своей группе первое место, «зелёные» по очереди расправились с Мальтой, Гибралтаром и Сан-Марино. В матче с ирландцами армянская сборная уступила лишь в первой четверти, итоговый счёт 74:60 в пользу армян. Вновь самым результативным оказался 21-летний Андре Спайт Мкртчян, а Брайант Данстон совершил дабл-дабл. Впервые в истории приняв участие в турнире, армяне попали в финал и противостояли действующему чемпиону. Уже в первой четверти армяне оторвались от соперника на 13 очков (25-12), однако уже во второй позволили Андорре сократить общий разрыв в счёте (18:21), третью четверть Армения вновь выиграла, на сей раз с менее внушительным разрывом 21:17, однако этого было уже достаточно, чтобы тренер армянской сборной Тигран Гёкчян дал возможность отдохнуть уже под уставшим лидерам Андре Спайт Мкртчяну набравшему 27 очков, Амирану Амирханову, капитану Заре Заргаряну и опытному Брайанту Данстону, который вновь стал автором дабл-дабл. В четвёртой четверти Андорра сократила отставание в счёте набрав 21 очко против 15 армянской сборной, но даже несмотря на это сборная Армении выиграла с общим счётом 79:71 и, взяв реванш за обидное поражение в групповом этапе, оформила победу на турнире. Третье место на турнире неожиданно заняла сборная Сан-Марино, которая в уступала в ходе всего матча за третье место ирландцам, однако в концовке вырвала победу. Примечательно что в групповом турнире ирландцы легко справились с тем же соперником.

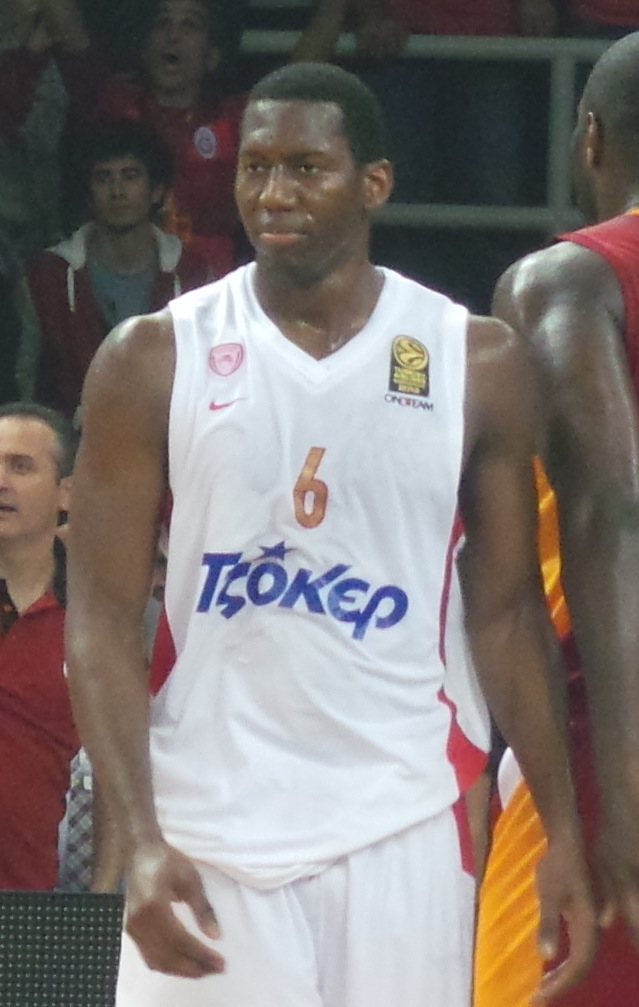
Игрок сборной Армении Брайант Данстон в составе своего клуба

## Состав
| Перейти к шаблону «Состав сборной Армении по баскетболу» | Состав сборной Армении по баскетболу |  |

| Поз. | №  | Имя                 | Дата рождения (возраст)   | Рост   | Клуб           |
| ---- | -- | ------------------- | ------------------------- | ------ | -------------- |
|      | 4  | Сергей Полухин      | 17 сентября 1995 (29 лет) | 185 см | Эльбрус        |
|      | 5  | Андрей Константинов | 12 июля 1995 (29 лет)     | 196 см | Арсенал Тула   |
|      | 6  | Артур Хачатурян     | 4 августа 1992 (32 года)  | 194 см | Харьков        |
|      | 7  | Артём Тавакалян     | 24 сентября 1995 (29 лет) | 198 см | Хорнетс Делевр |
|      | 8  | Микаэл Погосян      | 8 июня 1995 (29 лет)      | 205 см | Тиел Томкатс   |
|      | 9  | Заре Заргарян       | 4 апреля 1989 (35 лет)    | 200 см | Домингес Хилз  |
|      | 10 | Майк Даниелян       | 8 ноября 1987 (37 лет)    | 185 см | Байер 05       |
|      | 11 | Андре Спайт Мкртчян | 17 февраля 1995 (30 лет)  | 191 см | Сан Девилс     |
| ТФ   | 12 | Брайант Данстон     | 28 мая 1986 (38 лет)      | 203 см | Анадолу Эфес   |
|      | 13 | Амиран Амирханов    | 27 февраля 1986 (39 лет)  | 185 см | Легион         |
|      | 14 | Константин Мирзоянц | 30 января 1989 (36 лет)   | 204 см | Тамбов         |
|      | -  | Аркадий Мкртчян     | –                         | см     | Айдахо Вандалс |